# Aino-Maija Tikkanen
Aino-Maija Tikkanen  (2 de noviembre de 1927 – 3 de marzo de 2014) fue una actriz y recitadora finlandesa.

## Biografía
Nació en Turku, Finlandia, siendo su padre el editor de la revista Uusi Aura Eino Tikkanen, y su hermano Heikki Tikkanen, editor del Helsingin Sanomat. A temprana edad fue a vivir a Helsinki, iniciando su carrera teatral en el Intimiteatteri, donde actuó entre 1952 y 1956. Entre ese año y 1961 actuó en el Työväen Teatteri de Tampere, siendo después profesora de expresión oral en la actual Academia de Teatro de la Universidad de las Artes de Helsinki desde 1962 a 1971.
Comenzó su carrera en el cine en los años 1950 con las películas de 1954 Olemme kaikki syyllisiä y Morsiusseppele. Tras participar en más de 20 producciones cinematográficas y televisivas, hizo una última actuación en el año 2010 en el telefilm Jäät.
Por su trayectoria artística, a Tikkanen se le concedió en 1983 la Medalla Pro Finlandia.
Aino-Maija Tikkanen falleció en Helsinki, Finlandia, en el año 2014. Había estado casada con el profesor de estética Aarne Kinnunen, con el que tuvo tres hijos.

## Filmografía (selección)
- 1954 : Olemme kaikki syyllisiä
- 1954 : Morsiusseppele
- 1955 : Villi Pohjola
- 1955 : Viettelysten tie
- 1955 : Sokeri pohjalla
- 1955 : Onnen saari
- 1956 : Evakko
- 1956 : Elokuu
- 1956 : Ei enää eilispäivää
- 1970 : Onneksi on rahaa (telefilm)
- 1976 : Pääsiäinen (telefilm)
- 1985 : Sininen imettäjä
- 1988 : Anna Linnean hiukset (telefilm)
- 1996 : Onnenseitti (telefilm)
- 1996 : Lotta Björk (telefilm)
- 2005 : Äideistä parhain